# Bychawa
Bychawaⓘ é um município no leste da Polônia. Pertence à voivodia de Lublin, no condado de Lublin. É a sede da comuna urbano-rural de Bychawa. Localizado no planalto de Lublin, 30 km ao sul de Lublin nos rios Gałęzówka e Kosarzewka.
Estende-se por uma área de 6,7 km², com 4 757 habitantes, segundo o censo de 31 de dezembro de 2021, com uma densidade populacional de 710 hab./km².

## Localização
Segundo os dados de 31 de dezembro de 2021, a área da cidade era de 6,7 km².
Bychawa está localizada na histórica Pequena Polônia, inicialmente pertencia à Terra de Sandomierz e depois, à Terra de Lublin. Nos anos 1975−1998, a cidade pertenceu administrativamente à então voivodia de Lublin.
Distâncias aos grandes centros urbanos em linha reta:
- Kraśnik — 24 km
- Lublin — 26 km
- Opole Lubelskie — 42 km
- Krasnystaw — 44 km
- Biłgoraj — 54 km
- Varsóvia — 172 km

## Conservação da natureza
A reserva natural de Podzamcze está localizada na cidade, protegendo comunidades de vegetação xerotérmica com muitas espécies de plantas raras.

## História
A aldeia foi fundada no século IX-X, o assentamento data desse período. Em 1537, o rei Sigismundo, o Velho, deu à cidade a Lei de Magdeburgo como uma cidade nobre privada. A cidade estava localizada, na segunda metade do século XVI, no condado de Lublin, na voivodia de Lublin. No século XVI, surgiram as primeiras menções da população judaica na cidade. Nos tempos da Polônia do Congresso, era uma cidade privada, localizada em 1827 no condado de Lublin, distrito de Lublin da voivodia de Lublin. Em meados do século XIX, Bychawa tornou-se um importante centro do judaísmo chassídico, tendo seu próprio tribunal com um tsadic. Isso envolveu o assentamento de Jechiel Rabinowicz (filho de Jaakow Icchak ben Asher, conhecido como o Santo Judeu de Przysucha) de Nechemia. Em 1870, as autoridades czaristas privaram Bychawa de seus direitos de cidade. Em 1939, cerca de metade da população de Bychawa era judia. Em dezembro de 1940, durante a ocupação alemã, os alemães estabeleceram um gueto em Bychawa. Em 1942, os alemães liquidaram o gueto e transportaram os judeus para Sobibor e Majdanek, onde os assassinaram. Em 1958, Bychawa recebeu os direitos de cidade novamente.
De 1956 a 1975 foi sede do condado de Bychawa.
Segundo dados de 31 de dezembro de 2010, a cidade tinha 5 254 habitantes.

## Monumentos históricos
- Igreja de São João Batista, de 1639
- Capela barroca de meados do século XVIII
- Capela funerária do cemitério paroquial do século XIX
- Ruínas do castelo da primeira metade do século XVI[11]
- Complexo de mansão:
  - Solar nobre da primeira metade do século XIX (em ruínas)
  - Ruínas de dois celeiros da primeira metade do século XIX
  - Estábulo de meados do século XIX
- Campanário de madeira de 1862
- Sinagoga em Bychawa desde 1810
- Antigo cemitério judeu
- Novo cemitério judeu
- Cemitério paroquial
- Cemitério de guerra da Primeira Guerra Mundial
- Parque do palácio

## Demografia
Conforme os dados do Escritório Central de Estatística da Polônia (GUS) de 31 de dezembro de 2022, Bychawa é uma cidade muito pequena com uma população de 4 540 habitantes (27.º lugar na voivodia de Lublin e 595.º na Polônia), tem uma área de 6,7 km² (43.º lugar na voivodia de Lublin e 752.º lugar na Polônia) e uma densidade populacional de 679 hab./km² (18.º lugar na voivodia de Lublin e 481.º lugar na Polônia). Nos anos 2002–2021, o número de habitantes diminuiu 12,1%.
Os habitantes de Bychawa constituem cerca de 2,89% da população do condado de Lublin, constituindo 0,22% da população da voivodia de Lublin.
| Descrição                         | Total      | Total   | Mulheres   | Mulheres | Homens     | Homens  |
| --------------------------------- | ---------- | ------- | ---------- | -------- | ---------- | ------- |
| unidade                           | habitantes | %       | habitantes | %        | habitantes | %       |
| população                         | 4 540      | 100     | 2 428      | 53,5     | 2 112      | 46,5    |
| superfície                        | 6,7 km²    | 6,7 km² | 6,7 km²    | 6,7 km²  | 6,7 km²    | 6,7 km² |
| densidade populacional (hab./km²) | 679        | 679     | 363,3      | 363,3    | 315,7      | 315,7   |

## Divisão administrativa
Fonte: 

### Distritos
| - Grodzany - Księżyzna - Podzamcze |  | - Polanówka - Rogalec - Rudnik |  | - Walentówka - Wandzin - Wola Bychawska |  | - Wola Mała - Zadębie |

## Transportes
Duas estradas provinciais passam por Bychawa:
- Estrada provincial n.º 834 Bełżyce — Niedrzwica Duża — Bychawa — Stara Wieś Druga
- Estrada provincial n.º 836 Bychawa — Piotrków Pierwszy — Piaski

Bychawa está ligada a Lublin por uma estrada distrital. Da parada na rua Józefa Piłsudski, transportadoras particulares circulam regularmente para a capital da voivodia, tanto via Żabia Wola como Strzyżewice.

## Cultura
Bychawa ficou famosa no mundo graças ao conto do vencedor do Prêmio Nobel Isaac Bashevis Singer “Yentl − um menino da yeshiva”, filmado em 1983 por Barbra Streisand, que interpretou o papel principal. É a história de uma garota de Janów perto de Lublin, filha de um rabino, que, disfarçada de menino, estuda na academia talmúdica em Bychawa. Antes da Segunda Guerra Mundial, mais de 70% da população da cidade era de judeus.
Todos os anos em Bychawa há um festival “Na Terra dos Pierogi”, durante o qual é organizada a Copa do Mundo não oficial de Comer Pierogi. A primeira edição foi realizada em 2000.

## Esportes

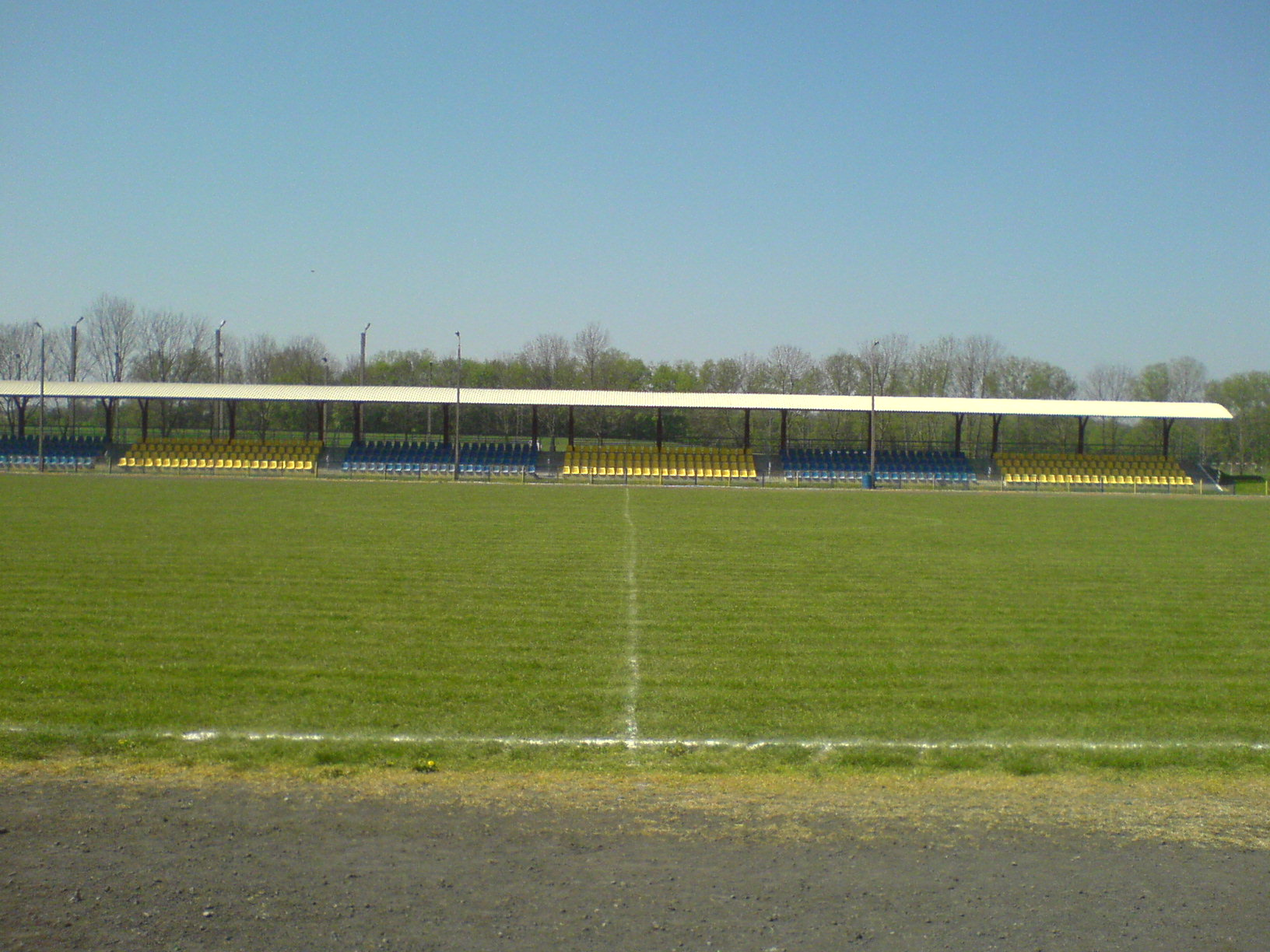
Estádio Granit Bychawa

O clube de futebol local é o “Granit” Bychawa, que joga na temporada 2023/24 na IV liga, grupo de Lublin.

## Comunidades religiosas
- Igreja Católica de Rito Latino:
  - Paróquia de São João Batista e São Francisco de Assis[19]
- Testemunhas de Jeová:
  - Igreja de Bychawa-Krzczonów (Salão do Reino, rua Piotrków Drugi 92A)

## Galeria

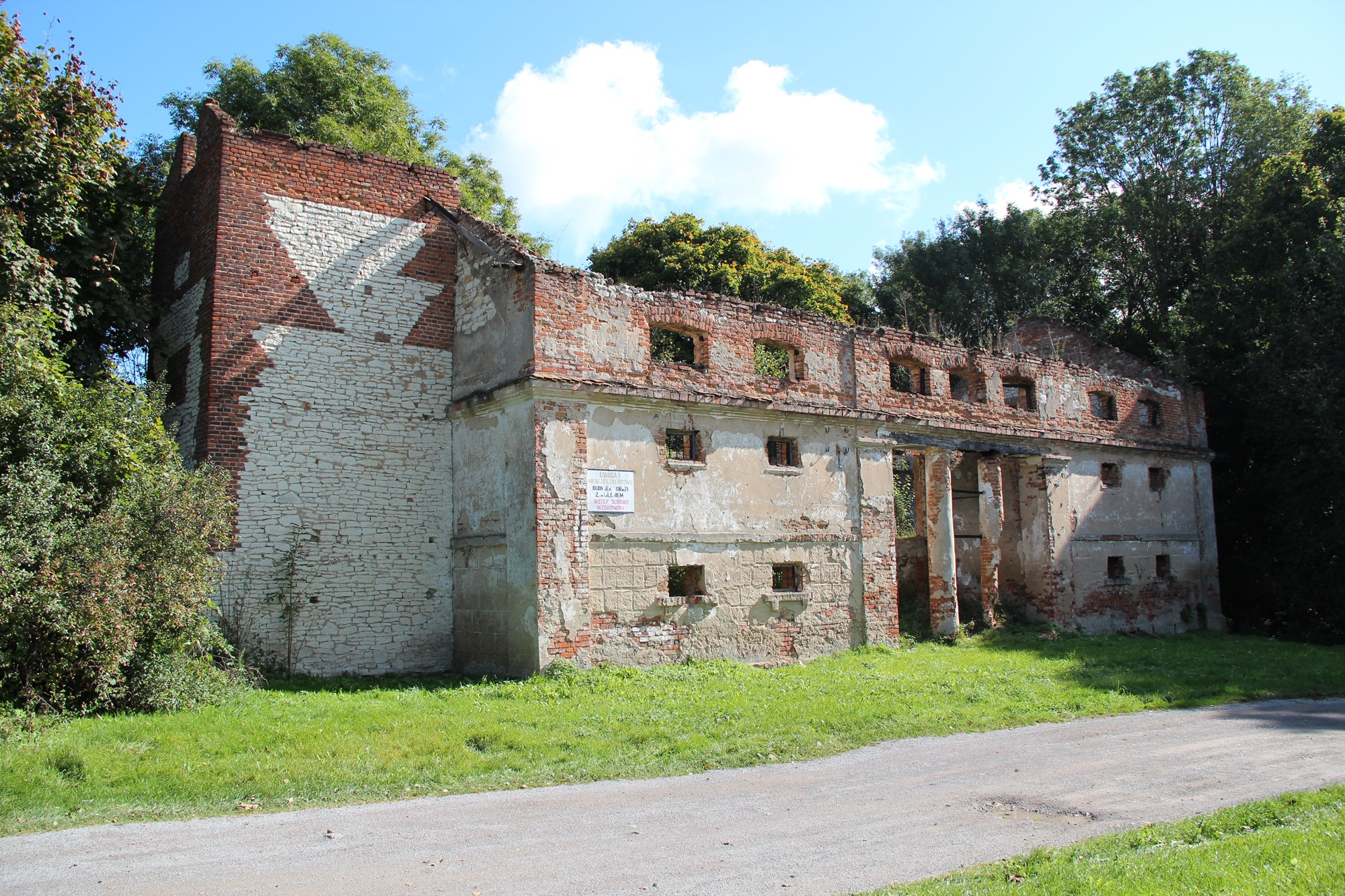
Complexo palaciano − celeiro (séculos XVIII/XIX)
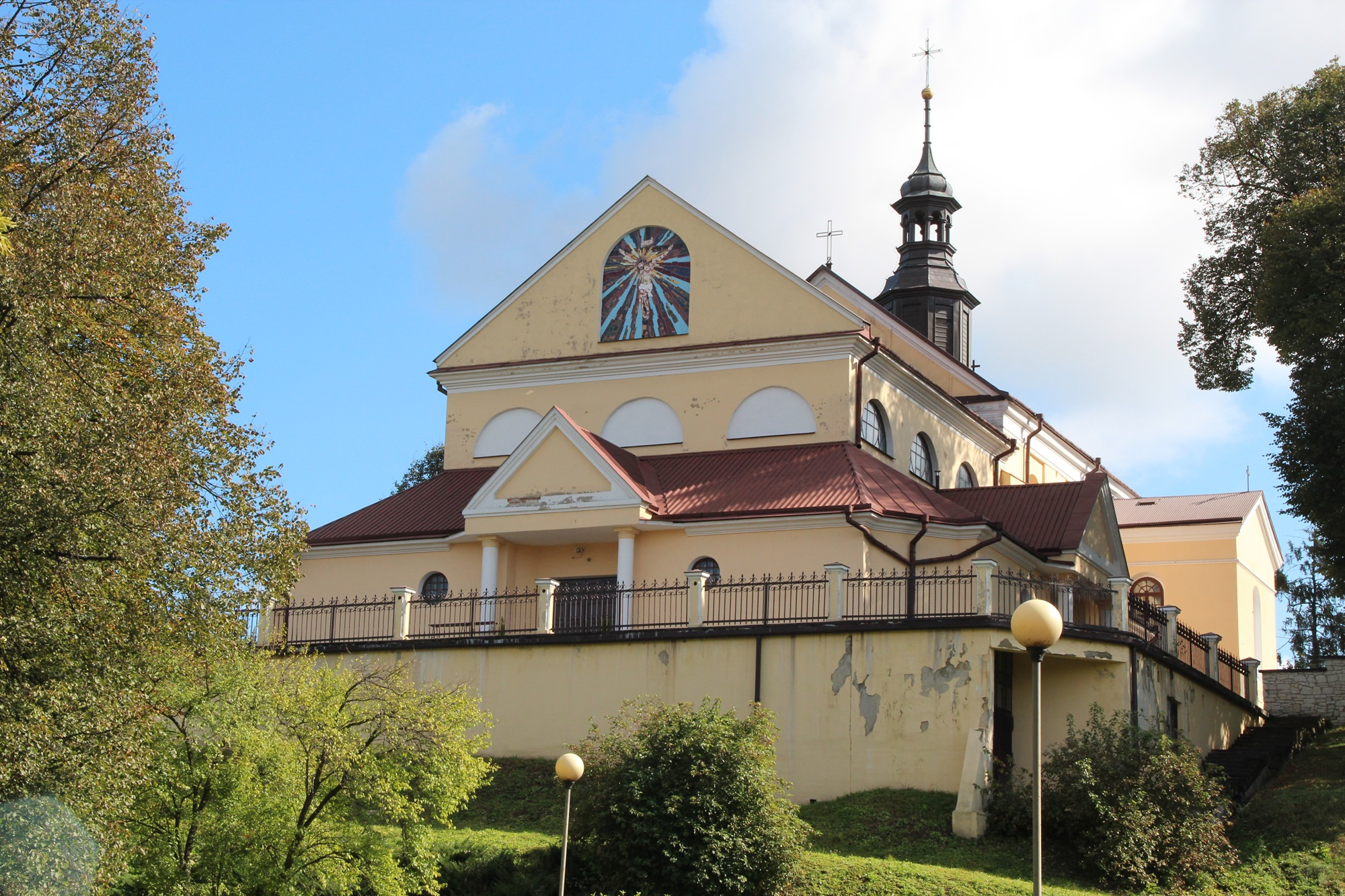
Igreja paroquial de São João Batista e São Francisco de Assis
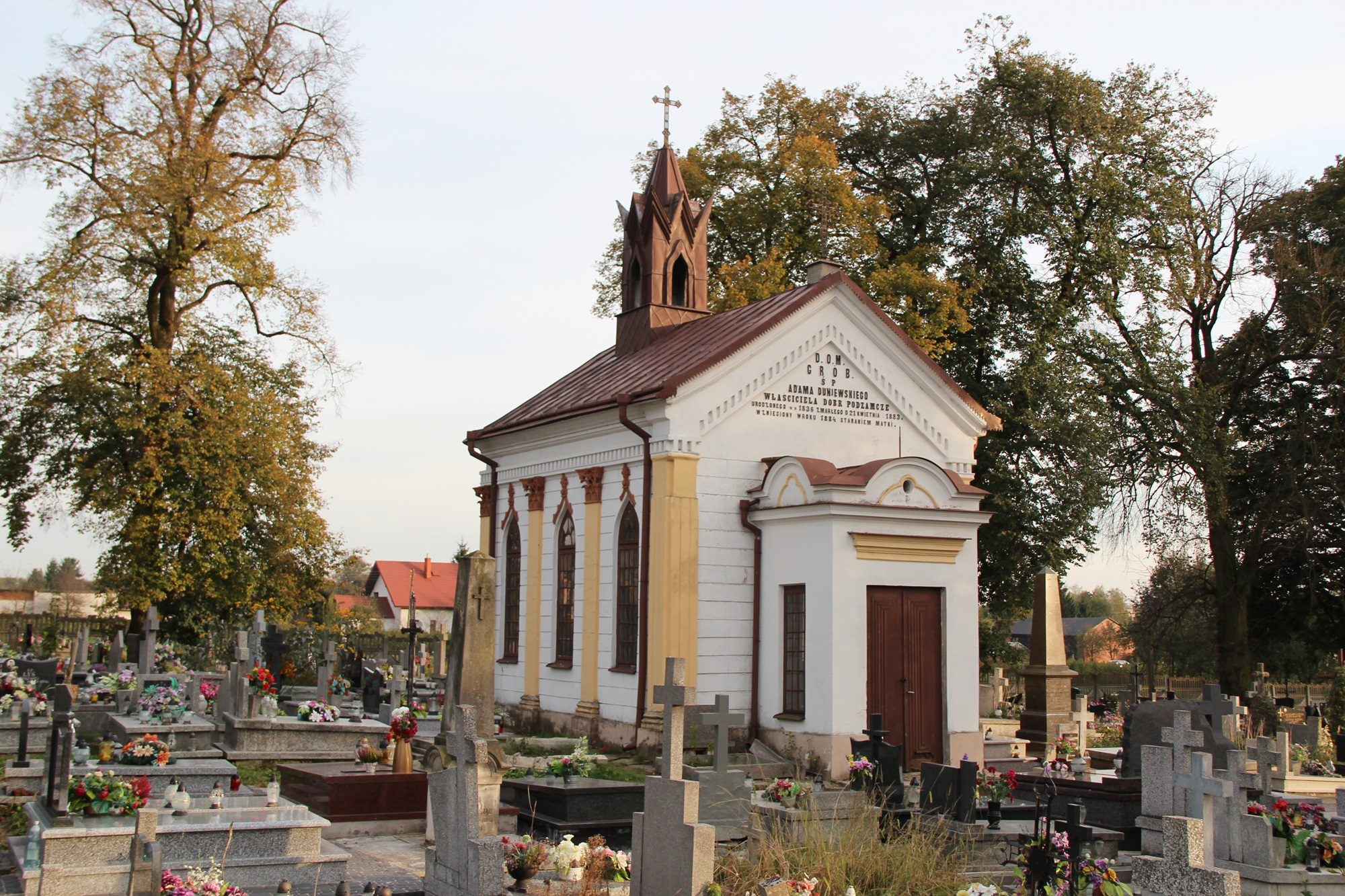
Cemitério paroquial − túmulo de Adam Duniewski, (1884)